# Drosophila bimorpha
Drosophila bimorpha är en tvåvingeart som beskrevs av Singh och Gupta 1981. Drosophila bimorpha ingår i släktet Drosophila och familjen daggflugor.
Artens utbredningsområde är Indien.